# Storia degli Stati Federati di Micronesia
Gli Stati Federati di Micronesia sono situati nelle Isole Caroline nell'Oceano Pacifico occidentale. Gli antenati dei Micronesiani giunsero intorno a 4000 anni fa. La base del primo aggregamento politico ed economico si ebbe a Yap. Gli esploratori europei - prima Portoghesi in cerca Isole delle spezie (Indonesia) e poi Spagnoli - raggiunsero le Caroline nel XVI secolo. Nello stesso secolo la Spagna ne dichiarò il possesso.
Questo dominio era piuttosto lasco e l'isola di Yap venne una prima volta occupata dall'Impero Tedesco il 24 agosto 1885, dando il via alla cosiddetta questione delle Caroline, risolta con la mediazione pontificia il 17 dicembre seguente, con il ritorno della sovranità spagnola grazie alla mediazione pontificia.
La mediazione pontifica permise alla Spagna di mantenere il controllo almeno temporaneo delle isole ma a seguito della disfatta nella guerra ispano-americana del 1898, Madrid perse buona parte del suo impero coloniale a vantaggio degli Stati Uniti d'America. La perdita delle Filippine, il più importante possedimento spagnolo nel Pacifico, spinse Madrid a vendere le isole Caroline e le Marianne nel 1899 alla Germania che aveva continuato ad avere molti interessi nell'area.
Nel 1914 terminò l'amministrazione tedesca quando le navi giapponesi presero il controllo militare delle  Marshall, Caroline e Marianne Settentrionali.
Il Giappone le governo a seguito di un mandato della Società delle Nazioni del 1920. Durante questo periodo, l'occupazione portò la presenza stabile di circa 100 000 abitanti di nazionalità giapponese mentre gli indigeni erano circa 40.000. La canna da zucchero, l'estrazione mineraria, la pesca e l'agricoltura tropicale si sono trasformate in quel periodo nelle industrie principali
La seconda guerra mondiale fermò bruscamente la prosperità relativa sperimentata durante la gestione civile giapponese. Con la guerra vennero distrutte la maggior parte delle infrastrutture e la popolazione fu sfruttata dai militari giapponesi impoverendoli.
Le Nazioni Unite crearono nel 1947 il  Territorio fiduciario delle Isole del Pacifico che comprendeva Ponape (che includeva Kusaie), Truk, Yap, Palau, le Isole Marshall e Marianne Settentrionali. Gli Stati Uniti d'America ebbero l'amministrazione fiduciaria dei territori e promossero l'economia e l'auto-sostentamento della popolazione.
Il 10 maggio 1979, quattro dei Territori fiduciari ratificarono una Costituzione che portò alla nascita degli Stati Federati di Micronesia. Gli altri distretti fiduciari di Palau, Marshall e Marianne Settentrionali non parteciparono al progetto. L'on. Tosiwo Nakayama, fu il Presidente del Congresso di Micronesia e il primo Presidente degli SFM, i quali ratificarono un Trattato di libera associazione con gli U.S.A., che entrò in vigore il 3 novembre 1986, portandoli a una piena indipendenza. Con il Trattato, molti poteri e responsabilità in materia di difesa sono competenza degli USA.  Tale Trattato, che può essere interrotto in qualsiasi momento da entrambi gli Stati, porta alla Micronesia molti aiuti economici.